# Antonio Escohotado

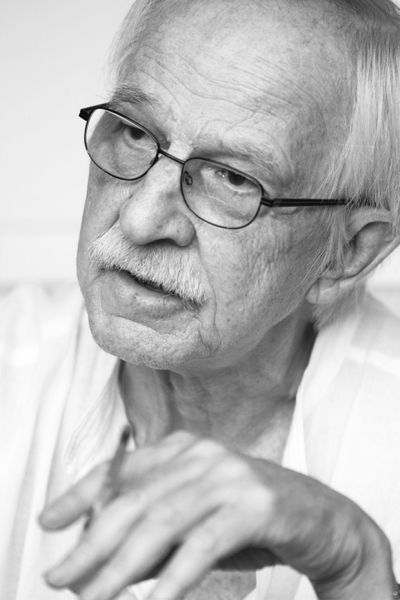
Antonio Escohotado in 2014

Antonio Escohotado Espinosa (Madrid, 5 juli 1941 – Ibiza, 21 november 2021) was een Spaanse filosoof, jurist, essayist en universiteitsprofessor. In zijn werken schreef hij over recht, filosofie en sociologie. In Spanje kreeg hij bekendheid vanwege zijn standpunt tegen het drugsverbod.

## Biografie
Escohotado bracht de eerste tien jaar van zijn leven door in Rio de Janeiro (Brazilië), waar zijn vader persattaché was bij de Spaanse ambassade. Enige tijd later keerde hij terug naar Madrid, begon rechten en filosofie te studeren en schreef een proefschrift over Hegel, dat later de titel La conciencia infeliz. Ensayo sobre la filosofía hegeliana de la religión (Het ongelukkige geweten. Essay over Hegels godsdienstfilosofie) kreeg. 
In 1970 gaf hij zijn baan op bij het Instituto de Crédito Oficial, een Spaanse openbare bank, en verhuisde naar Ibiza, waar hij als vertaler werkte. In 1976 richtte hij daar de discotheek Amnesia  op, die later een van de populairste discotheken van het eiland werd. In 1983 werd hij door de politie gearresteerd en gevangengezet wegens cocaïnebezit. In de gevangenis schreef hij zijn belangrijkste werk: Historia general de las drogas (algemene geschiedenis van drugs). Na zijn vrijlating uit de gevangenis werd hij aangenomen door de Universidad Nacional de Educación a Distancia, waar hij rechten, filosofie, sociologie en wetenschappelijke methodologie doceerde.